# Marit Bergman

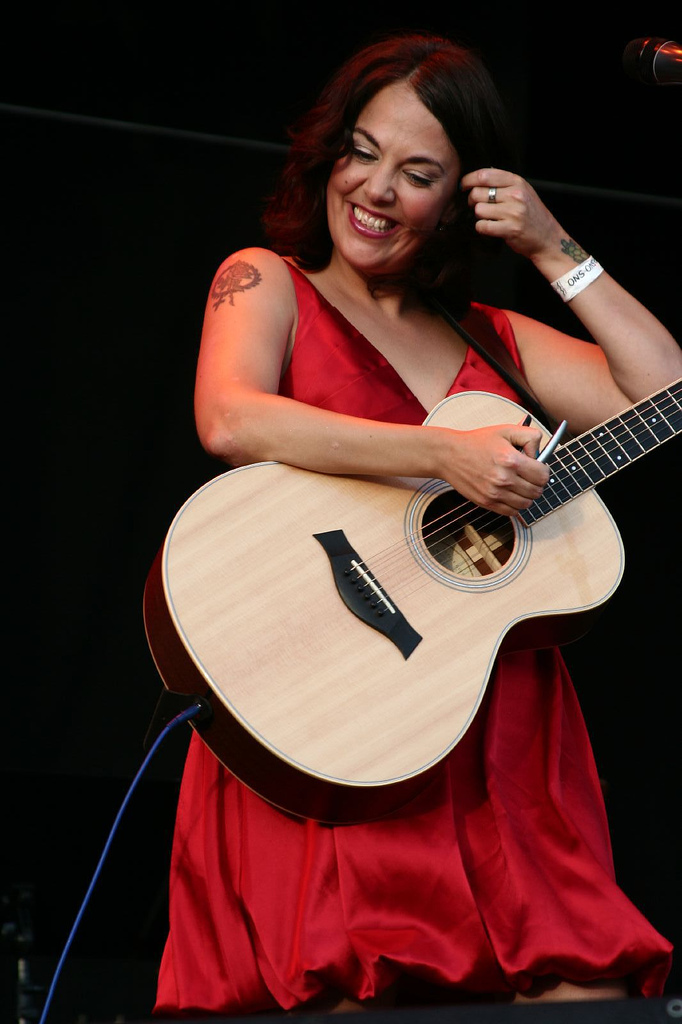
Marit Bergman (2007)

Liv-Marit Bergman (* 21. Mai 1975 in Rättvik) ist eine schwedische Popsängerin und Songwriterin.

## Leben
Marit Bergman trat musikalisch erstmals 1995 als Mitglied der Band Candysuck in Erscheinung. Später spielte sie in der Band Chihuahua.
Ihr Solodebüt 3.00 A.M. Serenades erschien 2002. Anfang 2003 regte sie die Gründung von Popkollo an, der schwedischen Variante von Girls Rock Camps. Für ihr zweites Album Baby Dry Your Eye (2004) wurde Marit Bergman mit zwei schwedischen Grammis ausgezeichnet. Sie erhielt die Preise in den Kategorien Komponist des Jahres und weiblicher Künstler des Jahres.
2009 komponierte und sang Marit Bergman das offizielle Lied des Stockholm-Pride-Festivals.

## Diskografie

### Alben
| Jahr | Titel                  | Höchstplatzierung, Gesamtwochen, AuszeichnungChartsChartplatzierungen (Jahr, Titel, Platzierungen, Wochen, Auszeichnungen, Anmerkungen) | Anmerkungen                             |
| Jahr | Titel                  | SE | Anmerkungen                             |
| ---- | ---------------------- | --- | --------------------------------------- |
| 2002 | 3.00 A.M. Serenades    | — | Wiederveröffentlichung: 2003            |
| 2004 | Baby Dry Your Eye      | SE1 Gold · (26 Wo.)SE |                                         |
| 2006 | I Think It’s a Rainbow | SE1 (15 Wo.)SE | Erstveröffentlichung: 6. September 2006 |
| 2009 | The Tear Collector     | SE14 (6 Wo.)SE |                                         |
| 2016 | Molnfabriken           | SE56 (1 Wo.)SE |                                         |

### Singles und EPs
Im Folgenden werden nur in die Charts eingestiegene Singles und EPs aufgelistet.
| Jahr | Titel Album                        | Höchstplatzierung, Gesamtwochen, AuszeichnungChartsChartplatzierungen (Jahr, Titel, Album, Platzierungen, Wochen, Auszeichnungen, Anmerkungen) | Anmerkungen               |
| Jahr | Titel Album                        | SE | Anmerkungen               |
| ---- | ---------------------------------- | --- | ------------------------- |
| 2003 | From Now On From Now On EP         | SE23 (13 Wo.)SE |                           |
| 2004 | Adios Amigos Baby Dry Your Eye     | SE27 (8 Wo.)SE | feat. Cecilia Nordlund    |
| 2004 | Can I Keep Him? Can I Keep Him? EP | SE32 (5 Wo.)SE |                           |
| 2006 | No Party I Think It’s a Rainbow    | SE18 (9 Wo.)SE |                           |
| 2008 | 3AM Kleerup                        | SE35 (8 Wo.)SE | Kleerup mit Marit Bergman |